# Pentti Uotinen
Pentti Armas Uotinen, finski smučarski skakalec, * 27. september 1931, Pennala, Finska, † 3. november 2010, Lahti, Finska.
Uotinen je nastopil na Zimskih olimpijskih igrah 1952 v Oslu, kjer je osvojil osmo mesto na veliki skakalnici. Največji uspeh kariere je dosegel z osvojitvijo Novoletne turneje v sezoni 1956/57, na kateri je dosegel tudi edino posamično zmago v svoji karieri.